# Эремурус копетдагский
Эре́мурус копетда́гский (лат. Eremurus kopet-daghensis, в некоторых источниках также Eremurus kopetdaghensis) — вид однодольных растений рода Эремурус (Eremurus) семейства Ксанторреевые (Xanthorrhoeaceae). Впервые описан ботаником Зигмундом Каррером в 1931 году.

## Распространение, описание
Встречается на юге Туркменистана и в Иране.
Корневищный геофит. Светолюбивое травянистое розеточное растение. Побеги прямостоячие; листорасположение очерёдное. Листья простые, сидячего прикрепления, мечевидные либо удлинённые, с острой верхушкой и гладким краем; размещены у основания или в прикорневой розетке. Соцветие кистевидное, несёт шестилепестковые цветки с актиноморфным околоцветником. Плод — коробочка бурого оттенка.

## Значение
Выращивается как декоративное.

## Замечания по охране
Международный союз охраны природы не располагает достаточными данными о состоянии сохранности вида.
Включён в Красную книгу Туркменистана; ранее также включался в Красную книгу СССР.

## Синонимы
Синонимичные названия:
- Eremurus giselae Bornm.
- Henningia giselae (Bornm.) A.P.Khokhr.